# Каракурт, Эбрар
Эбрар Каракурт (тур. Ebrar Karakurt; род. 17 января 2000, Балыкесир, Турция) — турецкая волейболистка. диагональная нападающая. 

## Биография
Начала заниматься волейболом в секции при клубе «БСИ Спор» (Балыкесир). В 12-летнем возрасте была принята в волейбольную академию ВК «Бурса Бююкшехир» (Бурса), за которую играла на протяжении двух лет, после чего в 2014 году дебютировала в 1-й лиге чемпионата Турции в основной клубной команде.
В 2015 году приглашена в молодёжную команду стамбульского ВК «Вакыфбанк», в составе которой выступала два сезона. С 2017 — игрок основной команды (в 2017—2018 параллельно играла за молодёжную команду «Истанбул Бахчелиевлер»). За «Вакыфбанк» играла до 2020 года, став в его составе двукратной чемпионкой Турции, победителем розыгрыша Кубка Турции и Лиги чемпионов ЕКВ, победителем и призёром клубного чемпионата мира. В 2020—2021 выступала за «Тюрк Хава Йоллары», а в 2021—2023 — за итальянскую «Игор Горгондзолу» (призёр чемпионата и Кубка Италии).
В 2023—2025 выступала за российский «Локомотив» (Калининград). В его составе в 2025 году стала чемпионкой и обладателем Кубка России. В 2025 вернулась в Турцию, где заключила контракт с ВК «Эджзаджибаши». 
В 2017—2018 Каракурт выступала за юниорскую и молодёжную сборные Турции, выиграв в 2017 году «золото» чемпионата мира среди старших молодёжных команд. В 2018 дебютировала в национальной сборной страны. В составе национальной команды участвовала в Олимпийских играх 2020, дважды — в чемпионатах мира (2018 и 2022), становилась чемпионкой (2023) и призёром чемпионатов Европы (2019 и 2021), победителем (2023) и призёром Лиги наций (2018 и 2021).

### Клубная карьера
- 2012—2014 —  «Бурса ББ» (Бурса) — молодёжная команда;
- 2014—2015 —  «Бурса Бююкшехир» (Бурса);
- 2015—2017 —  «Вакыфбанк» (Стамбул) — молодёжная команда;
- 2017—2018 —  «Истанбул Бахчелиевлер» (Стамбул) — молодёжная команда;
- 2017—2020 —  «Вакыфбанк» (Стамбул);
- 2020—2021 —  «Тюрк Хава Йоллары» (Стамбул);
- 2021—2023 —  «Игор Горгондзола» (Новара);
- 2023—2025 —  «Локомотив» (Калининград);
- с 2025 —  «Эджзаджибаши» (Стамбул).

## Достижения

### С клубами
- двукратная чемпионка Турции — 2018, 2019.
- победитель розыгрыша Кубка Турции 2018.
- бронзовый призёр чемпионата Италии 2023.
- серебряный призёр Кубка Италии 2022.
- чемпионка России 2025;
  - серебряный призёр чемпионата России 2024.
- победитель розыгрыша Кубка России 2025.

- победитель Лиги чемпионов ЕКВ 2018.
- чемпионка мира среди клубных команд 2018;
  - бронзовый призёр клубного чемпионата мира 2019.

### Со сборными Турции
- победитель (2023), серебряный (2018) и бронзовый (2021) призёр Лиги наций.
- чемпионка Европы 2023; 
  - серебряный (2019) и бронзовый (2021) призёр чемпионатов Европы.
- чемпионка мира среди старших молодёжных команд 2017.

### Индивидуальные
2025: MVP  Кубка России.

## Личная жизнь
В августе 2021 года Каракурт опубликовала пост в Инстаграмме с фотографиями себя и своей девушки, что свидетельствовало о нетрадиционной сексуальной ориентации спортсменки, за что она подверглась жёсткой критике в ряде СМИ и социальных сетях. После этого Каракурт получила поддержку со стороны целого ряда других СМИ, общественных деятелей страны, Турецкой федерации волейбола, а также своих коллег по национальной сборной — Эды Эрдем-Дюндар, Ханде Баладын и Наз Айдемир-Акйол. 